# Madame du Barry (film, 1954)
Pour les articles homonymes, voir Madame du Barry (homonymie).
Pour plus de détails, voir Fiche technique et Distribution.
Madame du Barry est un film dramatique italo-français en couleurs de Christian-Jaque, tourné en 1954.

## Synopsis
L'irrésistible ascension, entre maisons de rendez-vous et ors versaillais, de Jeanne Bécu de Vaubernier, adorable grisette du pavé de Paris devenue en quelques années la dernière favorite officielle de l'Histoire de France, mais dont la trajectoire fulgurante s'achèvera sur l'échafaud.

## Fiche technique
- Réalisation : Christian-Jaque, assisté de Raymond Villette, Roland-Bernard, Belisario Randone
- Scénario : Albert Valentin
- Adaptation : Albert Valentin, Christian-Jaque et Henri Jeanson
- Dialogues : Henri Jeanson
- Décors : Robert Gys, assisté de Pierre Duquesne, Jacques Chalvet, Pierre Charron et Jacques Gut
- Costumes : Marcel Escoffier, Monique Plotin, Jean Zay (costumier)
- Exécution des costumes : Irène Karinska
- Photographie : Christian Matras
- Opérateur : Alain Douarinou, assisté de Ernest Bourreau
- Son : Joseph de Bretagne
- Musique : Georges Van Parys
- Montage : Jacques Desagneaux, assisté de Claude Durand
- Script-girl : Simone Bourdarias
- Régisseur : Maurice Hartwig
- Régisseur extérieur : G. Kougoucheff
- Ensemblier : Pierre Charron
- Effets spéciaux : Nicolas Wilcke
- Maquillage : Maguy Vernadet, assistée de Janine Cassé
- Coiffure : Jean Lalaurette
- Photographe de plateau : Raymond Voinquel
- Éclairagiste : R. Touillaud
- Accessoiriste : M. Protat, P. Barbet, H. Berger
- Tournage du 4 mars au 21 juin 1954 dans les studios Franstudio
- Chef de production : Alexandre Mnouchkine, Francis Cosne, Georges Loureau
- Directeur de production : Georges Dancigers
- Secrétaire de production : J. Fauvel
- Sociétés de production : Les Films Ariane - Filmsonor - Francinex (Paris), Rizzoli Film (Rome)
- Sociétés de distribution : Cinédis (France), Dear Film (Italie), TF1 International (ventes internationales), Tamasa Distribution (Droits actuels)
- Pays de production :  France -  Italie
- Système sonore Western Electric
- Tirage : Laboratoire G.T.C. à Joinville
- Format : Couleur par Eastmancolor - 1,37:1 - 35 mm - Son mono
- Genre : Drame historique
- Durée : 106 minutes
- Dates de sortie : 
  - France : 13 octobre 1954 (visa d'exploitation no 17150) ; 9 mai 2001 (DVD)
  - Italie : 1954 (visa d'exploitation no 17964 délivré le 18 décembre 1954)
- Affiche : Marcel Jeanne (France)

## Distribution
- Martine Carol : Jeanne Ranson-Bécu, devenue Jeanne du Barry, la favorite du Roi
- André Luguet : Louis XV, roi de France
- Daniel Ivernel : le comte Jean du Barry, un noble désargenté qui remarque Jeanne et se refait en la proposant à l'intendant des plaisirs du Roi
- Gabrielle Dorziat : La Gourdan, la patronne de la maison de rendez-vous, dite : « Maman »
- Denis d'Inès : le maréchal de Richelieu
- Massimo Serato : Monsieur le duc de Choiseul
- Gianna Maria Canale (V.F. : Jacqueline Ferrière) : la duchesse de Gramont, la sœur de M. de Choiseul
- Jean Parédès : Lebel, le surintendant des « plaisirs » du roi
- Marguerite Pierry : la comtesse de Béarn
- Noël Roquevert : le comte Guillaume du Barry, le frère de Jean qui épouse Jeanne pour qu'elle puisse être anoblie
- Umberto Melnati : Curtius
- Nadine Alari : la maréchale de Guichelais
- Suzanne Grey : Chon du Barry, une sœur de Jean
- Nane Germon : Bitchi du Barry, une sœur de Jean
- Isabelle Pia : la dauphine Marie-Antoinette
- Serge Grand : le dauphin (futur Louis XVI)
- Marcelle Praince : Mme du Barry mère (non créditée)
- Michel Etcheverry : l'abbé de Beauvais
- Giovanna Ralli : Cadette
- Claude Sylvain : une « fille » chez La Gourdan
- Jean-Marc Tennberg : un seigneur (non crédité)
- Robert Murzeau : un seigneur
- Georgette Anys : la mère de Brutus, une citoyenne à la fête
- Paul Demange : Aimé, un citoyen à la fête
- Nadine Tallier : Loque, une « fille » du roi Louis XV
- Carine Jansen : Chiffe, une « fille » de Louis XV
- Micheline Gary : une fille chez La Gourdan
- Pascale Roberts : Cousette, une amie de Jeanne
- André Bervil : un musicien
- Olivier Mathot : M. Molet
- Louis Saintève : le curé de Saint-Laurent (non crédité)
- André Numès Fils : l'huissier (non crédité)
- Luce Aubertin
- Claude Albers : une « fille » de Louis XV
- Nicky Bourgeois
- Catherine Caron : une noble
- Jacqueline Chambord (**) : une noble
- France Degand : une noble
- Lisette Lebon
- Rodolphe Marcilly
- Jane Montangne
- Colette Richard
- Christian Alers
- Gilbert Boka
- Josette Hanson
- Nicole Leeber
- Jean-Michel Rouzière
- Linda Sereno
- Martine Bridoux : une noble
- Marc Arian « sous réserves » un citoyen pendant la fête

(**) et non Simone Chambord, alias Judith Magre, citée à tort par de nombreux catalogues.